# Farm Loop
Farm Loop ist ein census-designated place (CDP) im Matanuska-Susitna Borough in Alaska in den Vereinigten Staaten. Das Gebiet liegt im Zentrum des Matanuska-Susitna-Tales nördlich der Stadt Palmer und ist über den Glenn Highway, die Farm Loop Road und die Willow-Fishhook Road erreichbar. Das U.S. Census Bureau hat bei der Volkszählung 2020 eine Einwohnerzahl von 2.747 ermittelt.

## Geschichte
Das ganze Matanuska-Susitna-Tal war als eine geplante landwirtschaftliche Kolonie angelegt. 203 Familien, die meisten aus Michigan, Wisconsin and Minnesota, zogen 1935 in das Gebiet. Viele ihrer Nachfahren leben immer noch dort. Geringe Wohnungskosten, der ländliche Lebensstil sowie die Nähe zur Großstadt Anchorage begünstigten das Bevölkerungswachstum.

## Demografie
Zum Zeitpunkt der Volkszählung im Jahre 2000 (U.S. Census 2000) hatte Farm Loop CDP 1067 Einwohner auf einer Landfläche von 22,9 km². Das Durchschnittsalter betrug 33,7 Jahre (nationaler Durchschnitt der USA: 35,3 Jahre). Das Pro-Kopf-Einkommen (engl. per capita income) lag bei US-Dollar 20.880 (nationaler Durchschnitt der USA: US-Dollar 21.587). 7,2 % der Einwohner lagen mit ihrem Einkommen unter der Armutsgrenze (nationaler Durchschnitt der USA: 12,4 %). 33,1 % der Einwohner sind deutschstämmig, 22,4 % sind englischer und 18,1 % irischer Abstammung. Viele Einwohner arbeiten in Palmer, Wasilla und Anchorage.